# Tango a Cash
Tango a Cash je americká akční policejní komedie z roku 1989 se Sylvesterem Stallonem, Kurtem Russellem, Jackem Palancem a Teri Hatcherovou v hlavních rolích. Film sleduje titulní dvojici soupeřících policejních detektivů, kteří jsou nuceni spolupracovat poté, co na ně kriminální živel hodí vraždu.
Film režíroval především Andrej Končalovskij, v pozdějších fázích natáčení se režie ujali Albert Magnoli a Peter MacDonald, na postprodukci dohlížel Stuart Baird. Více režisérů se na filmu podílelo, kvůli dlouhému a problematickému procesu výroby, který zahrnoval četné přepisování scénáře a střety mezi Končalovským a producentem Jonem Petersem kvůli tvůrčím neshodám.
Film Tango a Cash byl vydán společností Warner Bros. ve Spojených státech 22. prosince 1989, čímž se stal jedním z posledních amerických filmů 80. let. Film získal smíšené hodnocení kritiků, ale byl kasovně úspěšný a při rozpočtu 54 milionů dolarů vydělal přes 120 milionů dolarů.

## Děj
V Los Angeles jsou poručíci Raymond Tango a Gabriel Cash nejlepšími detektivy protidrogového oddělení, přesto jsou rivalové a nikdy se nesetkali. Jejich úspěšné zásahy ničí drogový byznys Yvesa Perreta, který se je rozhodne ne zabít, ale zničit jejich životy tím, že je falešně obviní z vraždy agenta FBI.
Při fingované drogovém zásahu se Tango a Cash poprvé potkají, najdou mrtvého agenta a jsou okamžitě zatčeni. Na základě zmanipulovaných důkazů se přiznají k mírnějšímu obvinění, ale jsou posláni do věznice s nejvyšší ostrahou. Tam jsou mučeni, ale nakonec uprchnou.
Nezávisle na sobě sbírají důkazy o své nevinně: Tango zjistí, že agenta zabili Perretovi lidé, a Cash získá přiznání od experta, který falešné nahrávky vytvořil. V klubu Cleopatra se Cash setká s Kiki, Tangovou sestrou. Později společně zajmou Perretova pobočníka a zjistí, kde se Perret ukrývá.
Ve zbrojeném obytném voze zaútočí na Perretovu skrýš, kde zachrání unesenou Kiki a zabijí Perreta. Po zničení skrýše jsou očištěni od všech obvinění a vracejí se jako hrdinové do služby, přičemž žertují o Cashově zájmu o Kiki.